# Стефан (пфальцграф Зиммерн-Цвейбрюккена)
Стефан Пфальц-Зиммерн-Цвейбрюккенский (нем. Stefan von Pfalz-Simmern-Zweibrücken; 23 июня 1385, Курпфальц — 14 февраля 1459, Зиммерн) — пфальцграф Зиммерн-Цвайбрюкена с 1410 года. Из династии Виттельсбахов. Сын германского короля Рупрехта Пфальцского и его жены Елизаветы Нюрнбергской.

## Жизнь
После смерти короля Рупрехта Пфальц был разделен между его четырьмя сыновьями. Курфюрст Людвиг III получил большую часть наследства, Иоганн — Ноймаркт, Стефан — Зиммерн, и Отто — Мосбах.
В 1410 году Стефан женился на Анне, дочери графа Фридриха III Фельденцского. После смерти тестя в 1444 году унаследовал Фельденц и часть Шпонхайма.
В том же году заключил с сыновьями договор о разделе своих владений между ними. Фридрих получил Шпонхайм и после смерти отца был должен получить Зиммерн, Людвиг — соответственно Фельденц и Цвейбрюкен.
В 1448 году Стефан унаследовал пфальцграфство Ноймаркт, часть территории которого продал младшему брату — Оттону.
Стефан умер 14 февраля 1459 года и был похоронен в кафедрале Тевтонских рыцарей в Майзенхайме.

## Семья

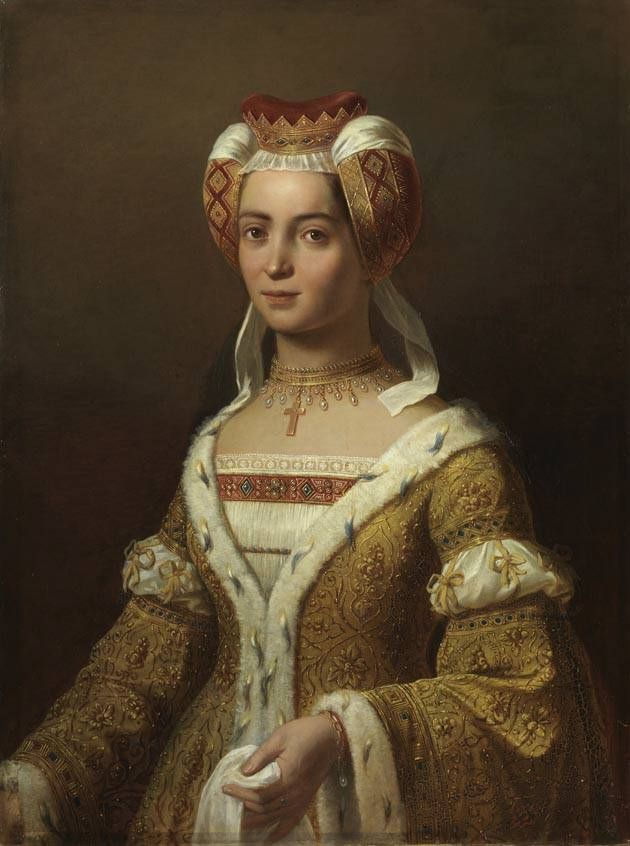
Анна Пфальц-Фельденцская

Стефан Пфальц-Зиммерн-Цвейбрюккенский был женат на Анне Пфальц-Фельденцской. Дети:
- Анна (1413 — 12 марта 1455)
- Маргарита (1416 — 23 ноября 1426)
- Эльза (1420—1480), замужем за Михаэлем Корвейским
- Фридрих I (24 апреля 1417 — 29 ноября 1480), пфальцграф Зиммерна
- Рупрехт Пфальц-Зиммернский (1420 — 17 октября 1478), епископ Страсбурга
- Стефан (1421 — 4 сентября 1485)
- Людвиг I (1424 — 19 июля 1489), пфальцграф Цвейбрюкена
- Иоганн Пфальц-Зиммернский (1429—1475), архиепископ Магдебурга.